# Adelheidstraße 32 (Quedlinburg)

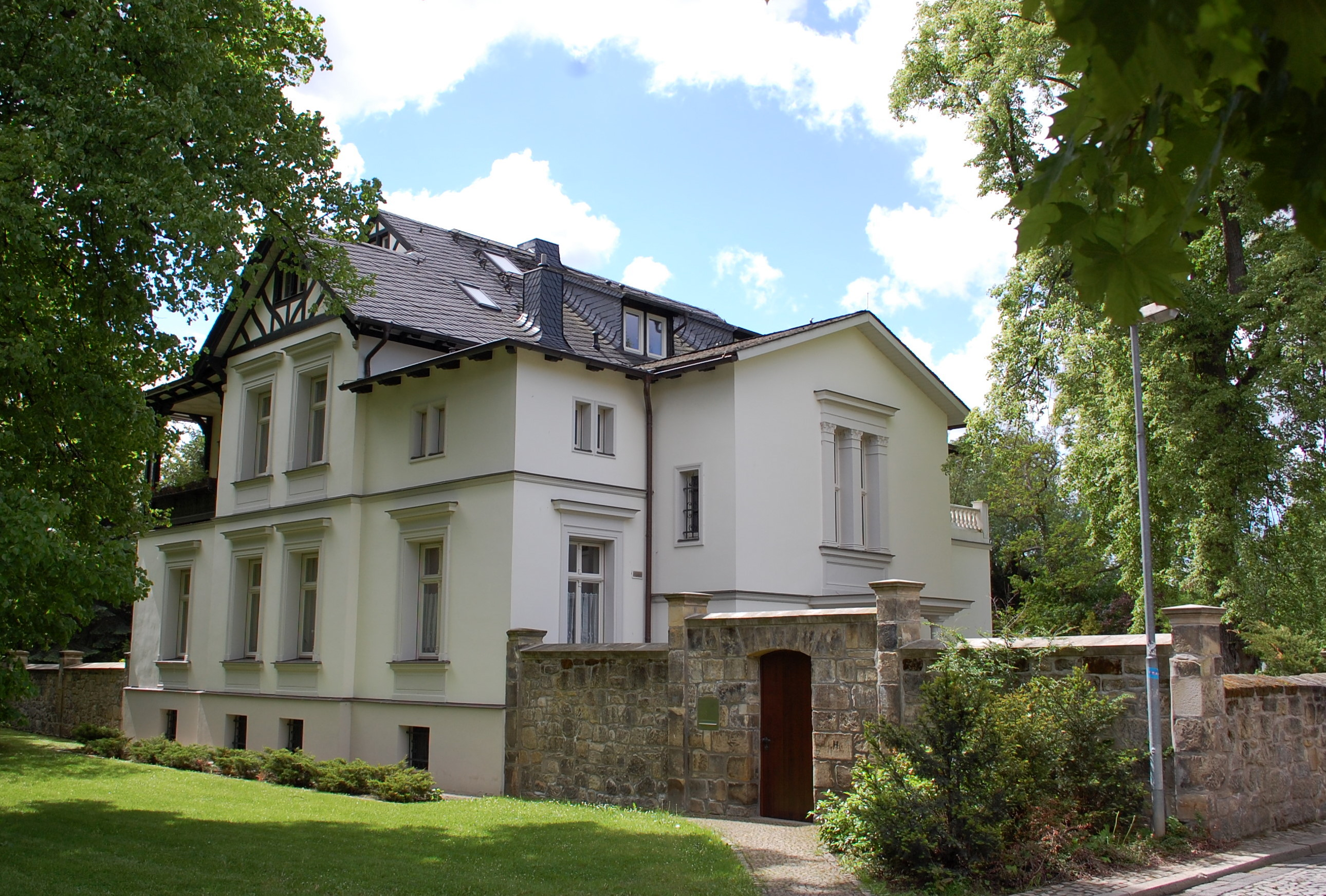
Adelheidstraße 32

Das Haus Adelheidstraße 32 ist eine denkmalgeschützte Villa in der Stadt Quedlinburg in Sachsen-Anhalt.

## Architektur und Geschichte
Die Villa liegt am linken Ufer der Bode. Sie entstand um 1870 im Bereich vor der damaligen Stadt im Stil des Klassizismus. Im Jahr 1901 fand eine weitgehende Umgestaltung statt.
Unter Denkmalschutz steht auch die aus einer Bruchsteinmauer zwischen quadratischen Pfeilern bestehende Grundstückseinfriedung. Der Garten des Hauses verfügt über einen alten Baumbestand.